# Ameyugo
Ameyugo település Spanyolországban, Burgos tartományban. Ameyugo Bugedo, Foncea, Pancorbo, Encío és Santa Gadea del Cid községekkel határos. Lakosainak száma 108 fő (2024).

## Népesség
A település lakosságának változását az alábbi diagram mutatja:
| Lakosok száma | 88   | 95   | 93   | 97   | 100  | 101  | 105  | 107  | 116  | 108  |
|               | 2001 | 2004 | 2006 | 2009 | 2011 | 2014 | 2016 | 2019 | 2021 | 2024 |